# 吴祖荣
吴祖荣（1944年8月—），男，江苏无锡人，中华人民共和国外交官，曾任中华人民共和国驻瓦努阿图共和国特命全权大使。

## 生平
1969年，毕业于南京大学外语系。1996年8月，出任中华人民共和国驻休斯敦总领事。2001年3月，出任中华人民共和国驻瓦努阿图大使。2004年10月，自驻瓦努阿图大使离任。